# Ciaran McKeown
Ciaran McKeown (* 1943 in Derry; † 1. September 2019 in Belfast) war ein irischer Journalist und Friedensaktivist in Nordirland.

## Leben
McKeown wurde 1943 in eine römisch-katholische Familie geboren. Er wuchs in Belfast auf, wo er auch den größten Teil seines Lebens als Journalist verbrachte. Nach einem achtmonatigen Aufenthalt als Novize in einem Dominikanerkloster studierte er Philosophie an der Queen’s University Belfast, wo er als erster Katholik Präsident der Studentenvertretung wurde. Er war aktiv bei den National Democrats, einer politischen Vereinigung mit Verbindungen zur National Democratic Party. Er wurde 1969 Präsident der Union of Students in Ireland in Dublin.
McKeown wurde 1970 Reporter der Irish Times und arbeitete später für die Dubliner Irish Press als Korrespondent in Belfast. Durch seine Erfahrungen als Reporter während des Nordirlandkonflikts gründete er 1975 mit Betty Williams und Mairead Corrigan die Women for Peace, eine nordirische Friedensbewegung. Die Organisation änderte ihren Namen in Community of Peace People und wurde unter dem einfacheren Namen Peace People bekannt.
Obwohl McKeown die Organisation mit seiner ausgleichenden und nachdenklichen Art vertrat, erzeugte seine Kritik an der Weigerung der Kirchenvertreter, mit der Gegenseite zu verhandeln, Spannungen innerhalb der Bewegung. Seine Mitstreiterinnen Corrigan und Williams wurden 1976 mit dem Friedens-Nobelpreis geehrt, er selber erhielt diesen jedoch nicht. Die Ford Foundation unterstützte die Gruppe finanziell, so dass McKeown dadurch in der Lage war, 1977 hauptberuflicher Herausgeber der Zeitung Peace by Peace und Mitherausgeber des Fortnight Magazine zu werden.
McKeown, Corrigan und Williams traten als Vorstände der Organisation 1978 zurück, McKeown blieb Herausgeber des Peace by Peace. Durch seine Artikel gab es mit dem neuen Vorstand der Gruppe immer mehr Meinungsverschiedenheiten. Weitere Konflikte innerhalb der Gruppe führten zur Trennung. McKeown war durch seine vorangegangene Tätigkeit nicht in der Lage, wieder eine Anstellung als Journalist zu finden, so dass er als Schriftsetzer arbeitete. Er veröffentlichte seine Autobiographie The Passion of Peace 1984.

## Auszeichnungen
- 1976: Carl-von-Ossietzky-Medaille, zusammen mit Mairead Corrigan und Betty Williams, für Peace People